# Maja Hoffmann (Kunstsammlerin)

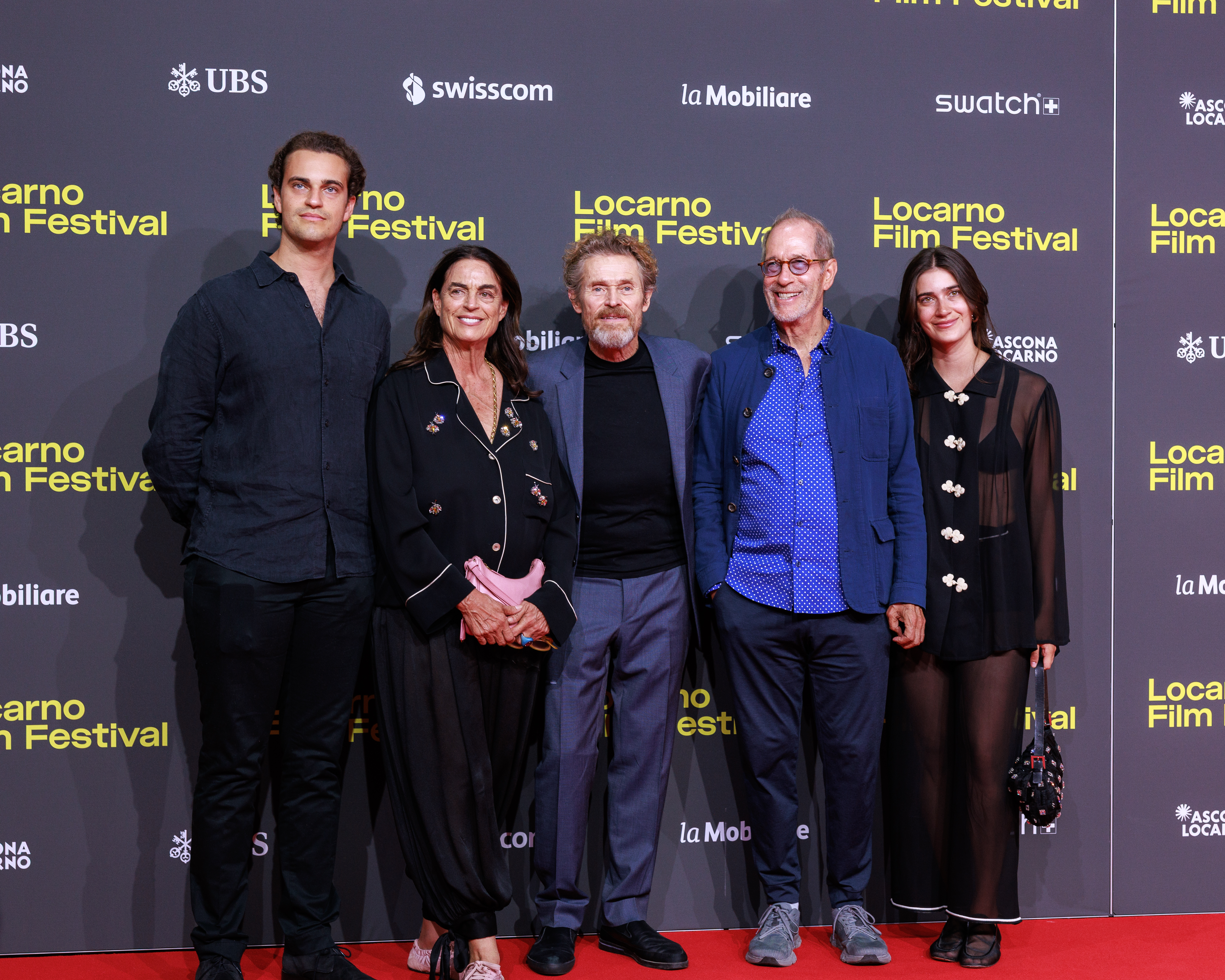
Maja Hoffmann mit Willem Dafoe im August 2025 bei der Premiere von The Birthday Party beim Locarno Film Festival

Maja Hoffmann (* 1956 in Basel) ist eine Schweizer Kunstsammlerin, Kunstmäzenin, Dokumentarfilmproduzentin und Geschäftsfrau. Sie ist Gründerin der Schweizer Luma Stiftung.

## Leben
Maja Hoffmann ist die Tochter von Daria Hoffmann-Razumovsky (1925–2002) und dem Pharmamagnaten und Naturforscher Luc Hoffmann (1923–2016) sowie Enkelin des Industriellen Emanuel Hoffmann (1896–1932). Sie hat drei Geschwister: Vera, André und Daschenka. Hoffmanns Großmutter Maja Hoffmann-Stehlin (1896–1989) sammelte Werke von Pablo Picasso, Jean Arp, Fernand Léger, Jean Tinguely und Georges Braque und gründete 1933 die Emanuel-Hoffmann-Stiftung, deren Sammlung den Kern des Schaulagers bildet. Hoffmanns Cousine Maja Oeri ist ebenfalls Sammlerin und Mäzenin.
In den 1980er Jahren studierte Hoffmann Film an der The New School und an der New York University in New York City. Damals begann sie, zeitgenössische Kunst zu sammeln. 2012 bezeichnete sie das amerikanische Kulturmagazin W als eine der einflussreichsten Personen der modernen Kunstwelt. ARTnews zählt sie zu den 200 bedeutendsten Kunstsammlern weltweit.
Maja Hoffmann ist Teil des Aktionärspools der Roche Holding AG, die das Schweizer Unternehmen Hoffmann-La Roche kontrolliert.
Hoffmann hat zwei Kinder mit ihrem Lebenspartner Stanley Buchthal.

## Aktivitäten
Maja Hoffmann ist Präsidentin des Vereins der Kunsthalle Zürich und Vizepräsidentin des Rates der Emanuel Hoffmann-Stiftung in Basel, deren Kunstsammlung von ihren Großeltern gegründet wurde und heute zum Kunstmuseum Basel Gegenwart gehört. Hoffmann ist Vorstandsmitglied der Stiftung Vincent van Gogh Arles in Arles, des New Yorker New Museum of Contemporary Art, der Londoner Serpentine Gallery und des Tate International Councils.
2004 gründete sie die Schweizer Luma Stiftung, benannt nach ihren Kindern Lukas und Marina. Die Stiftung unterstützt Aktivitäten von freien Künstlern und Pionieren sowie Institutionen, die in den Bereichen bildender und darstellender Kunst, Fotografie, Publizistik, Dokumentarfilm und Multimedia tätig sind.
Im Rahmen dieser Stiftung setzte sie 2014 den Grundstein für den Kulturkomplex LUMA Arles, eine experimentelle und interdisziplinäre Plattform, die sich Ausstellungen, Kunst, Forschung, Bildung und Archiven widmet. Gelegen im ehemaligen Industriegelände des Parc des Ateliers in Arles (Frankreich), umfasst es ein vom Architekten Frank Gehry entworfenes Hauptgebäude, mehrere von Annabelle Selldorf sanierte Industriebauten und einen öffentlichen, vom Landschaftsarchitekten Bas Smets gestalteten Park. Bis zur Eröffnung 2021 arbeitete Hoffmann mit einem künstlerischen Beraterteam (Tom Eccles, Liam Gillick, Hans Ulrich Obrist, Philippe Parreno und Beatrix Ruf) am Programm für Arles.
Bisher investierte Hoffmann etwa 150 Millionen Euro. Der Bürgermeister von Arles hofft auf den Bilbao-Effekt in Anspielung auf die nordspanische Stadt, die seit Ende der 1990er Jahre mit ihrem von Gehry erbauten Guggenheim-Museum Bilbao zahlreiche Besucher anzieht. Doch die Investitionen der „Königin von Arles“, wie sie von französischen Medien genannt wird, erregen auch Kritik. Schon vor Jahren stieß ihre Einflussnahme in Arles, das von hoher Arbeitslosigkeit betroffen ist, auf Misstrauen. Die regionale Satirezeitschrift Le Ravi stellt sie als Boss der Stadt dar. Eine Karikatur zeigt sie neben einem Stadtschild, auf dem zu lesen ist: „Herzlich willkommen in Majahoffmarles“.
Als Filmproduzentin ist sie bekannt für Dokumentarfilme wie beispielsweise 2007 über Lou Reed, 2012 über Marina Abramović oder 2015 über Peggy Guggenheim.
Hoffmann ist seit 2024 Leiterin des Locarno Film Festival in Nachfolge von Marco Solari.

## Publikationen (Auswahl)
- mit François Halard, Rirkrit Tiravanija: This is the house that Jack built. Steidl, Göttingen 2015, ISBN 978-3-86930-935-4.
- mit Jean-Luc Mylayne, Bice Curiger u. a.: Herbst im Paradies = The autumn of paradise. Hatje Cantz,  Berlin 2018, ISBN 978-3-7757-4523-9.
- mit Liam Gillick, Hans Ulrich Obrist u. a.: To the moon via the beach. JRP/Ringier, Zürich 2014, ISBN 978-3-03764-371-6.